# Urophora funebris
Urophora funebris är en tvåvingeart som först beskrevs av Erich Martin Hering 1941.  Urophora funebris ingår i släktet Urophora och familjen borrflugor. Inga underarter finns listade i Catalogue of Life.